# Agencia Latinoamericana de Información
ALAI Agencia Latinoamericana de Información es una agencia de información con sede en Ecuador dedicada a la difusión de información, defensa del derecho a la comunicación e investigación y capacitación de organizaciones sociales en los procesos de comunicación. En su contenido destaca la perspectiva de los movimientos sociales y ciudadanos y el análisis de los procesos políticos y sociales. La agencia se declara comprometida con los Derechos Humanos, la igualdad de género y la participación ciudadana en el desarrollo y quehacer público de América Latina.
Distribuye la información a través de su web y lista de difusión alai-amlatina. Edita en papel la revista mensual América Latina en Movimiento además de libros monográficos.
ALAI tiene estatus consultivo especial ante la Comisión Económica y Social (ECOSOC) de Naciones Unidas, es miembro del Consejo Internacional del Foro Social Mundial y forma parte del Consejo de Administración del Centro Internacional de Estudios Superiores de Comunicación para América Latina (CIESPAL).
Su Directora Ejecutiva es Sally Burch y el director de Información y Coordinador es Osvaldo León. 

## Historia

### Origen
Se crea en 1977 en Montreal (Canadá) a iniciativa de periodistas latinoamericanos para romper el bloqueo informativo sobre la región en la época de las dictaduras militares. Posteriormente en contacto con diversos proyectos de comunicación en América Latina se redefine el papel de ALAI hacia el acompañamiento a los procesos de comunicación popular y organizaciones sociales. En 1983 se abre oficina en Ecuador donde posteriormente se establece la sede.

### Cronología
ALAI es una agencia de información pionera a principios de los '90 en el uso de las nuevas tecnologías para la distribución de información y para facilitar la comunicación entre las organizaciones. También en el uso estratégico de internet para avanzar en el derecho ciudadano a la comunicación y en la democratización de la información y la comunicación.
En 1991 la agencia es cofundadora de Ecuanex, el primer nodo que dio servicio en Ecuador de correo electrónico, vinculado a la red internacional Asociación para el Progreso de las Comunicaciones APC y crea la lista de distribución de información a través de correo electrónico alai-amlatina.
En 1995 ALAI forma parte de la iniciativa de comunicación organizada por la Asociación para el Progreso de las Comunicaciones para la IV Conferencia Mundial sobre la Mujer en Beijing a través de Sally Burch, entonces coordinadora del Programa APC Mujeres. En las conclusiones de esta conferencia por primera vez un documento de la ONU mencionará la importancia de las nuevas tecnologías para el empoderamiento de la ciudadanía y de manera especial para las mujeres.
La trayectoria de ALAI en temas de diversidad y pluralidad, especialmente en movimientos indígenas hace que la agencia se implique especialmente en el Foro de las Américas para la Diversidad y la Pluralidad celebrado en 2001, evento preparatorio de la sociedad civil para la Confederación Mundial contra el Racismo celebrado en Sudáfrica.

En la última década la Agencia Latinoamericana de Información ha realizado numerosas investigaciones y formaciones en este terreno, publicadas en formato de libro o artículos. 

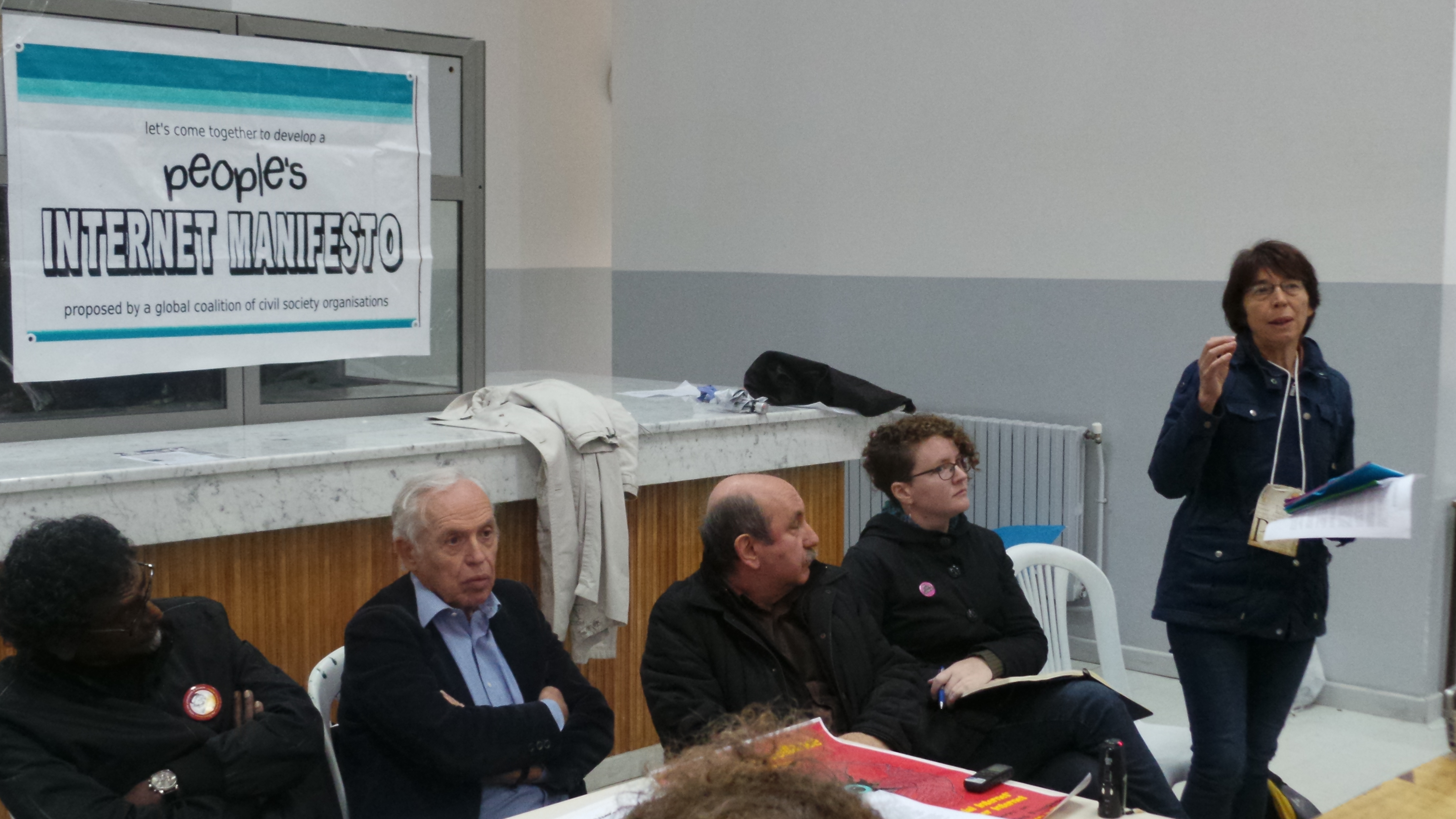
Intervención de Sally Burch Directora Ejecutiva de ALAI en la reunión preparatoria del Foro Social de Internet - Foro Social Mundial 2015 Túnez

### Derecho a la comunicación
ALAI forma parte del movimiento que desde la sociedad civil reivindica que la Sociedad de la información debe tener como centro al ser humano y los Derechos Humanos, una posición que se plantea ya en el Foro Social Mundial de Porto Alegre en 2002 donde se lanzó la campaña Por el Derecho a la Comunicación en la sociedad de la información (CRIS, por sus siglas en inglés) para movilizar a la sociedad civil en torno a la Cumbre Mundial de la Sociedad de la Información que se celebró en dos fases: Suiza (2003) y Túnez (2005).
En 2015 ALAI forma parte del grupo de impulsor del Foro Social de Internet, una iniciativa lanzada en enero de 2015 por diversas organizaciones de la sociedad civil que, entre otras cuestiones, planteaba la necesidad del desarrollo de internet en pro del interés público fundamentada en los valores de la democracia, los derechos humanos y la justicia social, con arquitectura descentralizada y basada en los derechos de las personas al acceso, datos, información, conocimientos y otros bienes comunes que internet ha permitido que la comunidad mundial genere y comparta.
En 2017 participó en la organización de Diálogos por una Internet Ciudadana fase preparatoria regional americana del Foro Social de Internet.